# Кашана Терме
Кашана Терме (на италиански: Casciana Terme) е град в Италия, в община Кашана Терме Лари, регион Тоскана, провинция Пиза, в географския район Валдера. Населението му е около 3700 души (2008).
Градът е термален център и балнеологичен курорт. До 1 януари 2014 г. градът е независима община. Старата община се е обединила с града Лари да създадат новата община.